# Sauber C32
De Sauber C32 is een Formule 1-auto, die in 2013 wordt gebruikt door het Formule 1-team van Sauber.

## Onthulling
De C32 werd op 2 februari 2013 onthuld op het Circuito Permanente de Jerez. De auto wordt bestuurd door nieuwkomer Esteban Gutiérrez en Nico Hülkenberg.

## Resultaten
| Resultaat                       |
| ------------------------------- |
| Winnaar                         |
| Tweede plaats                   |
| Derde plaats                    |
| Gefinisht (punten behaald)      |
| Gefinisht (geen punten behaald) |
| Niet geklasseerd (NC)           |
| Uitgevallen (DNF)               |
| Niet gekwalificeerd (DNQ)       |
| Gediskwalificeerd (DSQ)         |
| Niet gestart (DNS)              |
| Gewond (INJ)                    |
| Uitgesloten (EX)                |
| Teruggetrokken (WD)             |
| Niet deelgenomen (blanco cel)   |
| P Pole position                 |
| S Snelste ronde                 |

| Jaar | Chassis    | Motor              | Banden | Coureurs          | 1   | 2   | 3   | 4   | 5   | 6   | 7   | 8   | 9   | 10  | 11  | 12  | 13  | 14  | 15  | 16  | 17  | 18  | 19  | Punten | WK-plaats |
| ---- | ---------- | ------------------ | ------ | ----------------- | --- | --- | --- | --- | --- | --- | --- | --- | --- | --- | --- | --- | --- | --- | --- | --- | --- | --- | --- | ------ | --------- |
| 2013 | Sauber C32 | Ferrari 056 2.4 V8 | P      |                   | AUS | MAL | CHN | BHR | ESP | MON | CAN | GBR | GER | HUN | BEL | ITA | SIN | KOR | JPN | IND | ABU | USA | BRA | 53     | 7e        |
| 2013 | Sauber C32 | Ferrari 056 2.4 V8 | P      | Nico Hulkenberg   | DNS | 8   | 10  | 12  | 15  | 11  | DNF | 10  | 10  | 11  | 13  | 5   | 9   | 4   | 6   | 19† | 14  | 6   |     | 53     | 7e        |
| 2013 | Sauber C32 | Ferrari 056 2.4 V8 | P      | Esteban Gutierrez | 13  | 12  | DNF | 18  | 11  | 13  | 20† | 14  | 14  | DNF | 14  | 13  | 12  | 11  | 7   | 15  | 13  | 13  |     | 53     | 7e        |

Red Bull RB9 ·
Ferrari F138 ·
McLaren MP4-28 ·
Lotus E21 ·
Mercedes F1 W04 ·
Sauber C32 ·
Force India VJM06 ·
Williams FW35 ·
Toro Rosso STR8 ·
Caterham CT03 ·
Marussia MR02